# Eugenio Toussaint
Pour les articles homonymes, voir Toussaint (homonymie).
Eugenio Toussaint Uhthoff (19 octobre 1954, Mexico — 8 février 2011) est un pianiste et compositeur de jazz mexicain, connu pour son apport au jazz mexicain

## Biographie
Eugenio nait dans la ville de Mexico le 19 octobre 1954. Il commence sa carrière professionnelle en 1972 à l'âge de 18 ans comme pianiste dans un groupe autodidacte, Odradek. Il étudie jusqu'en 1974 l'accompagnement au piano avec Jorge Pérez Herrera et la technique pianistique avec Néstor Castañeda.
Il intègre à 21 ans le groupe Blue Note dirigé par le contrebassiste mexicain Roberto Aymes. Il parcourt alors tout le Mexique et effectue ses premiers enregistrements.
Il fonde un an plus tard, le 2 octobre 1976 le groupe Sacbé avec ses frères Enrique Toussaint à la basse, Fernando Toussaint aux percussions et avec Alejandro Campos au saxophone.
Eugenio part en 1979 aux États-Unis avec Enrique et Fernando et reforme à Minneapolis le groupe Sacbé avec le guitariste Will Sumner. Après une année aux États-Unis, il reçoit une bourse du gouvernement mexicain pour aller étudier à la Dick Grove Music Workshops à Los Angeles. Il y rencontre le saxophoniste Jon Crosse qui s'ajoute au groupe Sacbé. Il étudie cette même année l'orchestration avec Albert Harris. Il travaille de 1982 à 1983 avec le trompettiste Herb Alpert et avec le chanteur Paul Anka.
Il retourne au Mexique en 1986 pour composer de la musique orchestrale. Ses œuvres ont été interprétées entre autres par le National Symphony Orchestra (Mexico), l'OFUNAM, le Cuarteto Latinoamericano, Horacio Franco, la Orquesta Escuela Carlos Chávez (es), la Camerata de las Américas, l'orchestre de jazz du Berklee College of Music et le Curtis Ensemble. Il reçoit par deux fois une bourse du Fonds national pour la culture et les arts.
Une reformation du groupe Sacbé, un trio avec ses deux frères, a joué au Riviera Maya Jazz Festival, au Festival international de jazz de Montréal, au Haitis Port Au Prince Jazz Festival, aux Philippines Jazz Festival à Manille et au Java Jazz Festival à Jakarta.
Il a également participé à la création d'un site internet, musycom.com, qui donne des cours de musique gratuitement.
Il meurt dans la ville de Mexico le 8 février 2011,.

## Discographie
- Comme soliste
  - Paisajes (avec Antonio Zepeda) (1993)
  - El pez dorado (2002)
  - Trío (2004)
- Avec Sacbé
  - Aztlán
  - Selva tucanera
  - Street corner
  - Dos mundos